# フィーバーエジプシャン
「フィーバーエジプシャン」は、2002年6月にSANKYOが発売した、中央の液晶の両脇にドラムが配置されているパチンコ機のシリーズ名。
『CRフィーバーエジプシャンSP』と『CRフィーバーエジプシャンGP』と『フィーバーエジプシャンDX』の3機種がある。

## 概要
液晶とドラムが融合したデジパチ。CR機と現金機の両方が発売され、CR機は確変機能を搭載しているのに対し、現金機は全ての大当たり後に時短突入となるのが特徴である。大当たり後には図柄の再抽選演出もある。CR機は8種類の図柄のうち、奇数図柄のいずれかで大当たりの場合は確変となるので、突入率は1/2である。
左右のドラムと液晶図柄が揃えば大当たりとなる。シングルラインとダブルラインでリーチになることがあり、後者の方が大当たり信頼度は高い。リーチの7割近くはシングルラインでのテンパイとなり、ダブルラインの出現率は高くない。

## スペック
- CRフィーバーエジプシャンSP
  - 賞球数 5&15
  - 大当たり最高継続 15R（10カウント）
  - 大当たり確率 1/315.5
  - 確変中大当たり確率 1/63.1
  - 確変突入率 1/2
- CRフィーバーエジプシャンGP
  - 賞球数 5&15
  - 大当たり最高継続 15R（9カウント）
  - 大当たり確率 1/315.5
  - 確変中大当たり確率 1/63.1
  - 確変突入率 1/2
- フィーバーエジプシャンDX
  - 賞球数 5&13
  - 大当たり最高継続 16R（10カウント）
  - 大当たり確率 1/221.5
  - 時短回数
    - 1・3・5・7図柄 150回
    - 2・4・6・8図柄 50回

## 図柄
- 1
- 2
- 3
- 4
- 5
- 6
- 7
- 8

## 演出
メインキャラクターの「インディー」が登場して発展するリーチ演出は「トロッコ系リーチ」と「大脱出系リーチ」と「マグマ系リーチ」の3パターンある。各リーチ演出には2段階目のSPリーチへ発展することがあり、マグマ系リーチのSPリーチが全リーチの中で大当たり信頼度が一番高い。この他に「サンダーリーチ」と「ピラミッドリーチ」がある。シングルラインでテンパイした場合、大当たり信頼度の低い演出に発展することが多く、ダブルラインでテンパイした場合の方が大当たり信頼度の高い演出に発展しやすい。